# ابراهیم اسرافیلیان

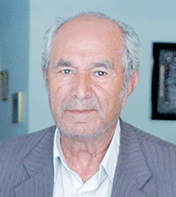
ابراهیم اسرافیلیان

ابراهیم اسرافیلیان (زاده ۳ تیر ۱۳۱۴ – درگذشته ۲۳ آذر ۱۳۹۵ در نجف آباد) نماینده دوره دوم مجلس شورای اسلامی و رئیس سابق دانشگاه‌های علم و صنعت ایران و دانشگاه تربیت معلم تهران است. او از دوستان و همفکران حسن آیت بود و از پایه‌گذاران انقلاب فرهنگی ایران به‌شمار می‌رفت.

## زندگی
پدر ابراهیم اسرافیلیان به حرفه نجاری اشتغال داشت و مادرش خانه‌دار بود. پدر بزرگ پدری اش به نام حسینعلی، او نیز به کار نجاری اشتغال داشت و در کنار آن دارای سروده‌ها و اشعاری نیز بود. برخی از این قطعات به صورت پراکنده در جاهای مختلف به چاپ رسیده‌است.

### تحصیلات رسمی
ابراهیم اسرافیلیان تحصیلات رسمی خود را از سن ۱۰ سالگی شروع کرد و تحصیلات ابتدایی و متوسطه را در نجف آباد اصفهان و دانشسرای مقدماتی را در دانشسرای مقدماتی اصفهان در سال ۱۳۳۵ گذرانید. دیپلم ریاضی را از دبیرستان ادب اصفهان در سال ۱۳۳۶ دریافت کرد. پس از آن در کنکور شرکت کرد و در دو رشته کارشناسی ریاضی و کارشناسی ادبیات فارسی و فلسفه به تحصیل پرداخت و در سال ۱۳۳۹ به پایان رسانید. وی از سال ۱۳۴۵ تا ۱۳۴۷ دوره مدرسی عالی را به پایان رسانید.
او دارای دکتری ریاضی گرایش هندسه و دیفرانسیل از دانشگاه ساوتامپتون انگلستان به راهنمایی استاد «استیوارت رابرتسون» با عنوان «ساختارهای نرمال بر منیفلدها» بود.

#### فعالیتهای آموزشی
- از سال ۱۳۳۹–۱۳۴۵ دبیر ریاضی - فیزیک و مکانیک در دبیرستان‌های نجف آباد و اصفهان.
- از سال ۱۳۴۷–۱۳۴۹ استاد یار ریاضی دانشگاه اصفهان.
- از سال ۱۳۴۹–۱۳۵۰ استادیار ریاضی دانشگاه پلی تکنیک تهران.
- از سال ۱۳۵۰–۱۳۷۰ استاد یار دانشگاه علم و صنعت دانشگاه علم و صنعت ایران.
- از سال ۱۳۷۰–۱۳۷۵ دانشیار دانشگاه علم و صنعت ایران.
- از سال ۱۳۷۵-؟ استاد ریاضی دانشگاه علم و صنعت ایران.
- از بنیانگذاران دانشگاه امام صادق (ع).

#### مقالات انتشار یافته
1. Esrafilian, Ebrahim. Normal structures on manifolds, and the system of partial differential equations of geodesics. Integral equations and boundary value problems (Beijing, 1990), 34–39, World Sci. Publ. , Teaneck, NJ, 1991.
2. Isrofiliën, Ibrokhim. Identification of unknown radiation terms in the diffusion problem. (Russian) Dokl. Akad. Nauk Respub. Tadzhikistan 36 (1993), no. 4-5, 262–266 (1994).
3. Esrafilian, Ebrahim; Shidfar, Abdullah. Hölder continuity of Cellerier's non-differentiable function. Punjab Univ. J. Math. (Lahore) 28 (1995), 118–121.
4. Esrafilian, E. ; Azary, H. ; Shidfar, A. An inverse problem with unknown radiation term. J. Sci. Islam. Repub. Iran 6 (1995), no. 4, 247–249.
5. Mamourian, A. ; Esrafilian, E. ; Taghizadeh, N. On the existence of general solution of a first order elliptic systems by fixed-point theorem. Proceedings of the Second World Congress of Nonlinear Analysts, Part 8 (Athens, 1996).Nonlinear Anal. 30 (1997), no. 8, 5351–5356
6. Esrafilian, Ebrahim; Nadjafikhah, Mehdi. A representation of the prolongations of a $G$-structure. Punjab Univ. J. Math. (Lahore) 30 (1997), 109–123.
7. Ebrahim, Esrafilian; Mhehdi, Nadjafikhah. The tangent bundle of higher order. Proceedings of the Second World Congress of Nonlinear Analysts, Part 8 (Athens, 1996). Nonlinear Anal. 30 (1997), no. 8, 5003–5007.
8. Esrafilian, E. ; Nadjafikhah, M. E^k-functor, a new geometric object which is a generalization of the ordinary tangent object. Proceedings of the 31st Iranian Mathematics Conference (Tehran, 2000), 56–67, Univ. Tehran, Tehran, 2000.
9. Nadjafikhah, M. ; Esrafilian, E. Correspondence between $G$-parameter Lie groups of local diffeomorphisms and G-regular k-vector fields.Proceedings of the 31st Iranian Mathematics Conference (Tehran, 2000), 38–49, Univ. Tehran, Tehran, 2000.
10. Esrafilian, E. ; Azizpour, E. Nonlinear connections and supersprays in supermanifolds. Rep. Math. Phys. 54 (2004), no. 3, 365–372.
11. Esrafilian, Ebrahim; Salimi Moghaddam, Hamid Reza. The relation between the associate almost complex structure to HM' and (HM',S,T)-Cartan connections. SIGMA Symmetry Integrability Geom. Methods Appl. 2 (2006), Paper 067, 7 pp.
12. Esrafilian, Ebrahim; Moghaddam, Hamid Reza Salimi. Induced invariant Finsler metrics on quotient groups. Balkan J. Geom. Appl. 11 (2006), no. 2, 73–79.
13. Esrafilian, Ebrahim; Moghaddam, Hamid Reza Salimi. Symplectic connections induced by the Chern connection. Differ. Geom. Dyn. Syst. 10 (2008), 99–106.
14. Tayebi, Akbar; Azizpour, Esmaeil; Esrafilian, Ebrahim. On a family of connections in Finsler geometry. Publ. Math. Debrecen 72 (2008), no. 1-2, 1--15.
15. Esrafilian, Ebrahim; Moghaddam, Hamid Reza Salimi. Symplectic connections induced by the Chern connection. Differ. Geom. Dyn. Syst. 10 (2008), 99–106.
16. اسرافیلیان ابراهیم، یاری غلامحسین، ارزیابی اثرات باد و زلزله روی قابلیت اعتماد یک سازه، نشریه بین‌المللی مهندسی صنایع و مدیریت تولید، دوره ۱۳ , شماره ۴، ۱۳۸۱.
17. اسرافیلیان ابراهیم، یاری غلامحسین، پاشا عین اله، محتشمی برزادران غلامرضا، خانواده پاریتو و اندازه‌های اطلاع، مجله بین‌المللی علوم مهندسی، دوره ۱۵ , شماره ۴، ۱۳۸۳.
18. اسرافیلیان ابراهیم، طیبی اکبر، در مورد یک الصاق خطی در هندسه فینسلر، مجله بین‌المللی علوم مهندسی، دوره ۱۶ , شماره ۱، ۱۳۸۴.
19. اسرافیلیان ابراهیم، زیرگروه‌های لی تقریباً مماسی روی منیفلدهای باناخ، بیست و پنجمین کنفرانس ریاضی کشور.
20. اسرافیلیان ابراهیم، یاری غلامحسین، پاشا عین اله، آنتروپی دنباله‌های مرتب و آماره‌های ترتیبی، ششمین کنفرانس بین‌المللی آمار ایران
21. اسرافیلیان ابراهیم، یاری غلامحسین، پاشا عین اله، خانواده پاریتو و اندازه‌های اطلاع،

#### کتب انتشار یافته
1. اسرافیلیان ابراهیم، شیدفر عبدالله، ریاضی عمومی ۱، انتسارات دالفک، ۱۳۹۴. شابک: ۹۷۸۹۶۵۱۲۸۴۳۱۱
2. اسرافیلیان ابراهیم، آنالیز روی منیفلدها، انتشارات پیام نور، ترجمه کتابی با همین نام از اسپیوک مایکل، ۱۳۷۴.
3. اسرافیلیان ابراهیم، آنالیز مختاط، ترجمه کتابی با همین عنوان از یان استوارت و دیوید تال، دانشگاه علم و صنعت، ۱۳۷۳.
4. اسرافیلیان ابراهیم، توپولوژی، انتشارات همراه، ترجمه کتابی با همین عنوان از ا.م. پترسون، ۱۳۷۱.
5. قرآن نویس محمود، اسرافیلیان ابراهیم، جوادی حسین، ریاضیات پیش دانشگاهی، انتشارات ققنوس، ۱۳۸۷، شابک: ۰۰۵۴۳۱۱۹۶۴
6. اسرافیلیان ابراهیم، هندسه دیفرانسیل مدرن برای فیزیکدانان، ترجمه کتابی با همین عنوان از کریس ایشام، دانشگاه علم و صنعت ایران، ۱۳۷۴.

### فعالیت سیاسی
ابراهیم اسرافیلیان در سال‌های ۱۳۴۷ و ۱۳۴۸ در دانشگاه اصفهان به تدریس اشتغال داشت ولی به علت فعالیت‌های سیاسی ابتدا به اهواز و سپس به تهران انتقال اجباری شد و در تهران در دانشگاه امیر کبیر به مدت یکسال اشتغال داشت بطوری که در آخر به عنوان عنصر نامطلوب و ضد شاهنشاهی و محرک دانشجویان اخراج شد. در سال ۱۳۵۳ بود وقتی که در انگلستان به تحصیل مشغول بود، صادق لواسانی یکی از اعلامیه‌های روح‌الله خمینی را به وی سپرد و از وی خواست با توجه به عدم امکان تکثیر و پخش اعلامیه‌ها در ایران، آن‌ها را تکثیر و در مراسم حج بین حجاج توزیع کند. اسرافیلیان آن مسئولیت را پذیرفت و ۱۰۰۰ نسخه از آن‌ها را کپی کرده و راهی مکه شد ولی در آنجا موفق به این کار نشد. اگرچه وی به ساواک تحویل داده نشد ولی کلیه اعلامیه‌ها از بین رفت.

## فعالیت بعد از انقلاب
اسرافیلیان که در زمان انقلاب فرهنگی ریاست دانشگاه علم و صنعت ایران را برعهده داشت به شدت منتقد ورود نیروهای چپ به دانشگاه بود و پس از وقوع انقلاب فرهنگی به نمایندگی جامعه مدرسین حوزه علمیه قم برای ارتباط با شورای عالی انقلاب فرهنگی انتخاب شد و در ادامه به عضویت کمیته گزینش استاد و دانشجو درآمد.
از وی به عنوان یکی از افراد تأثیرگذار بر محمود احمدی‌نژاد نام برده می‌شد و به وی لقب استاد احمدی‌نژاد داده شده بود.
او با تعداد آراء ۱٬۲۵۱٬۱۶۰ درصد آراء ۴۹٫۰۰ نماینده دور دوم مجلس از حوزه تهران شد.

### درگذشت
ابراهیم اسرافیلیان، در ۲۳ آذر ۱۳۹۵ در ۸۱ سالگی درگذشت.

## جوائز و نشانها
- دریافت نشان دانشگاه پکن (چین) به مناسبت و شرکت در کنفرانس معادلات دیفرانسیل و ارائه مقاله در سال ۱۳۶۹
- دریافت لوح تقدیر به عنوان استاد نمونه دانشگاه علم و صنعت ایران در سال ۱۳۷۰
- دریافت لوح تقدیر دانشگاه علم و صنعت به عنوان پیش گامان دانش و پژوهش
- دریافت لوح سپاس دانشگاه پیام نور و خانه ریاضیات نجف آباد
- دریافت تقدیر نامه از اساتید، دانشجویان و کارکنان دانشکده ریاضی در سال ۱۳۸۵
- دریافت لوح تقدیر از رئیس دانشکده ریاضی در سال ۱۳۸۵

## پست‌ها
- ریاست دانشگاه علم و صنعت ایران (۱۳۵۹)
- رئیس مؤسسه عالی آمار و انفورماتیک (۱۳۵۸–۱۳۵۷)
- قائم مقام وزارت فرهنگ و ارشاد اسلامی (۱۳۶۱)
- ریاست تربیت معلم (۱۳۶۲–۱۳۶۳)[۵]
- نماینده مردم تهران در مجلس شورای اسلامی (۱۳۶۳–۱۳۶۷)
- رئیس دانشکده ریاضی دانشگاه علم و صنعت ایران بمدت ۷ سال
- عضو هیئت امنای دانشگاه امام صادق
- عضو هیئت علمی دانشگاه آزاد اسلامی واحد تهران شمال[۶]